# Змиеврати костенурки
Змиевратите костенурки (Chelidae) са семейство влечуги от разред Костенурки (Testudines).
Включва 15 съвременни рода, разпространени главно в Австралазия и Южна Америка. Размерите им варират от 15 сантиметра дължина на черупката при западната блатна костенурка (Pseudemydura umbrina) до над 45 сантиметра при матамата (Chelus fimbriatus) и Elseya albagula. Прекарват повечето време под водата, като някои групи ловуват риба, безгръбначни и коремоноги, а други се хранят предимно с растителна храна и мекотели.

## Родове
Семейство Chelidae – Змиеврати костенурки
- Подсемейство Chelodininae Baur 1893[2]
  - †Birlimarr Megirian and Murray 1999[3]
  - Chelodina Fitzinger 1826
  - Elseya Gray 1867[4]
  - Emydura Bonaparte 1836
  - Elusor Cann & Legler, 1994[5] – Костенурки от река Мери
  - Flaviemys Le et al., 2013[6]
  - Myuchelys Thomson & Georges 2009[7]
  - Rheodytes Legler and Cann, 1980[8]
- Подсемейство Chelinae Gray, 1825[9]
  - Chelus Duméril 1806 – Матамата
  - Acanthochelys Gray, 1873[10]
  - Mesoclemmys
  - Phrynops
  - Platemys Wagner 1830
  - Rhinemys
  - †Bonapartemys Lapparent de Broin and de la Fuente 2001[11]
  - †Lomalatachelys Lapparent de Broin and de la Fuente 2001[11]
  - †Prochelidella Lapparent de Broin and de la Fuente 2001[11]
  - †Palaeophrynops Lapparent de Broin and de la Fuente 2001[11]
  - †Parahydraspis Wieland 1923[12]
  - †Linderochelys de la Fuente et al. 2007
- Подсемейство Hydromedusinae Baur, 1893[13]
  - Hydromedusa Wagler 1830
  - †Yaminuechelys de la Fuente et al. 2001
- Подсемейство Pseudemydurinae Zhang et al., 2017[14]
  - Pseudemydura Siebenrock 1901[15] – Западни блатни костенурки